# Paul Anka
Paul Albert Anka (n. 30 iulie 1941, Ottawa, Ontario, Canada) este un cântăreț, compozitor și actor canadian, naturalizat american.

## Carieră

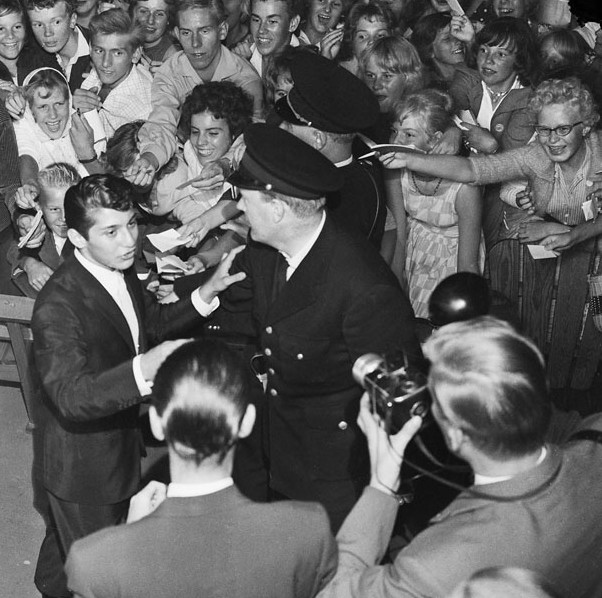
Paul Anka la Gröna Lund, Stockholm, în 1959

După ce a înregistrat primul său single, I Confess, la 14 ani, a devenit celebru la vătsta de 16 ani în 1957 cu melodia Diana, care a devenit imediat un hit la nivel mondial. 
O parte importantă a carierei lui Paul a fost relația sa strânsă cu compozitorul și dirijorul Don Costa⁠(d) care a aranjat mai multe compoziții ale lui Paul Anka. 
În 1968 a participat Festivalul de la Sanremo cu cântecul La farfalle pazzita, compus de Lucio Battisti⁠(d) (prezentat în echipă cu Johnny Dorelli). După câțiva ani, Anka a încetat să mai producă cântece în italiană, dar cariera sa în străinătate a continuat fără încetare, atăt ca producător cât și ca autor. Cel mai important succes al său a fost adaptarea în limba engleză a melodiei Comme d'habitude, cunoscută în Franța în interpretarea autorului Claude François⁠(d), devenită My Way în engleză . Versiunea sa a fost înregistrată în 1968 de Frank Sinatra.

## Viața particulară

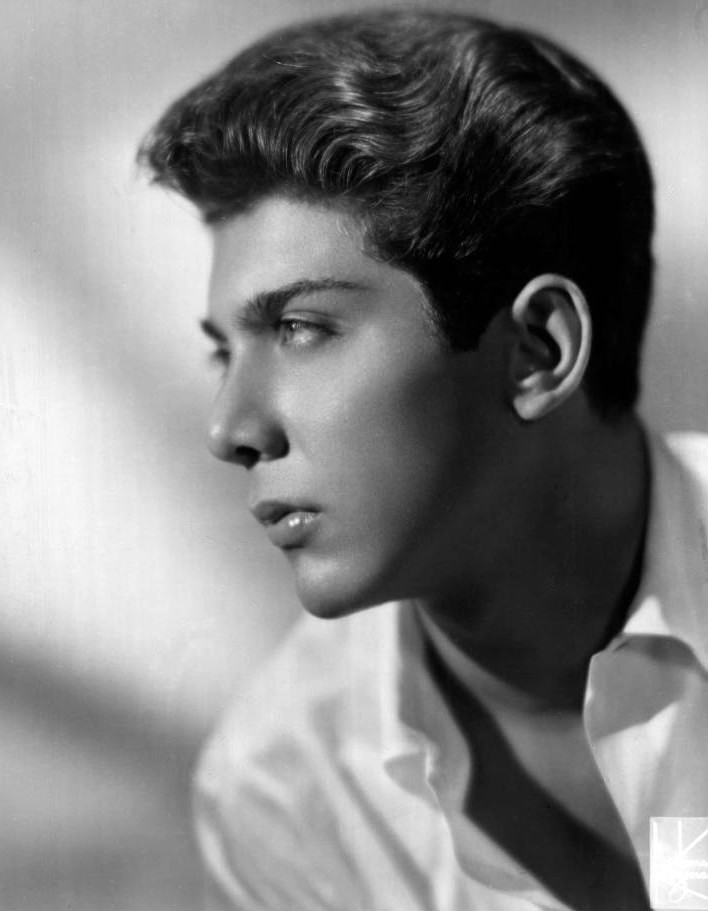
Anka în 1961

Pe 16 februarie 1963, Paul Anka s-a căsătorit cu Anne de Zogheb, fiica unui diplomat libanez, Charles de Zogheb, în cadrul unei ceremonii pe aeroportul Paris-Orly. Cuplul a divorțat în 2001.
La 6 septembrie 1990, a devenit cetățean naturalizat al Statelor Unite.
În 2008, Anka s-a căsătorit cu Anna Åberg, în Sardinia, Italia. Ei au divorțat în 2010. 
Autobiografia lui Anka, My Way, scrisă în colaborare cu David Dalton, a fost publicată în 2013.
În octombrie 2016, Anka s-a căsătorit cu Lisa Pemberton în Beverly Hills, California. Au divorțat în 2020.

## Discografie
- 1957: Diana
- 1958: You Are My Destiny⁠(d)
- 1958: Rred sails in the sunset
- 1958: Format:Crazy Love)
- 1959: Put Your Head on My Shoulder⁠(d)
- 1959: Puppy Love⁠(d) (album)
- 1959: (All of A Sudden) My Heart Sings
- 1959: I Miss You So
- 1959: Lonely Boy⁠(d)
- 1959: It's Time to Cry
- 1961: Tonight My Love, Tonight
- 1974 : One Man Woman/One Woman Man (duet cu Odia Coates)
- 1974: I Don't Like to Sleep Alone(duet cu Odia Coates)
- 1974: Having My Baby (duet cu Odia Coates)
- 1975Times of Your Life
- 1983: Walk a Fine Line
- 2005: Rock Swings⁠(d)

## Filmografie

### Filme de cinema
- 1959 Girls Town, regia Charles F. Haas⁠(d)
- 1960 The Private Lives of Adam and Eve, regia Mickey Rooney și Albert Zugsmith
- 1961 Look in Any Window, regia William Alland⁠(d)
- 1962 Ziua cea mai lungă (The Longest Day), regia Ken Annakin (GB), Andrew Marton (USA), Bernhard Wicki (CH), Darryl F. Zanuck (SUA)
- 1992 Captain Ron⁠(d), regia de Thom Eberhardt
- 1993 Ordinary Magic, regia Giles Walker
- 1996 Mad Dogs⁠(d), regia Larry Bishop⁠(d)
- 2001 Destination : Graceland, regia Demian Lichtenstein

### Filme de televiziune
- 1961 Make Room for Daddy⁠(d) (serial)
- 1965 The Red Skelton Show⁠(d) (serial)
- 1974 Kojak (serial)
- 1977 Lindsay Wagner: Another Side of Me regia de Art Fisher (téléfilm)
- 1982 The Paul Anka Show
- 1983 The Fall Gat(serial)
- 1987 Crime Story⁠(d) (serial)
- 1991 Perry Mason: The Case of the Maligned Mobster
- 1994 Rebel Highway (serial)
- 1995 Simpson Horror Show VI
- 1999 That '70s Show
- 2003 Las Vegas (serial)
- 2016 Gilmore Girls⁠(d)
- 2020 The Masked Singer